# Bie (Donau)
Die Bie ist ein Altarm rechts der Donau bei St. Andrä-Wördern in Niederösterreich.
Die Bie beginnt in der Au nordöstlich von Muckendorf und fließt dann über Zeiselmauer und St. Andrä-Wördern in die beim Bau des Kraftwerks Greifenstein übrig gebliebene alte Donau, die heute als Strandbad genutzt wird. In St. Andrä-Wördern mündet der Hauptgraben ein, der das Gebiet von Tulbing und Königstetten entwässert.